# Mr. Birchum
 (septembre 2024).
Mr. Birchum est une série d'animation américaine pour adultes développée par Adam Carolla, Nate Adams et Mike Lynch pour DailyWire+. Cette série est inédite dans tous les pays francophones.
Produite par Chassy Media, la série a débuté le 12 mai 2024, Adam Carolla incarne le personnage principal, aux côtés de Megyn Kelly, Alonzo Bodden, Tyler Fischer, Brett Cooper, Kyle Dunnigan, Marisol Ramirez, James Arnold Taylor, Melissa Greenspan, Brandon Tyler Harris, Roseanne Barr, Jay Mohr, et Patrick Warburton.
Adam Carolla a créé le personnage de Dick Birchum dans les années 1990 sur KROQ-FM, puis l'a incarné dans la série Crank Yankers.

## Synopsis
La série raconte la vie de la famille Birchum, Richard, Wendi, Eddie et Jeanie. Chaque épisode est un commentaire social sur la culture américaine moderne d'un point de vue politique conservateur, alors que Richard tente de garder la vie simple dans sa ville natale.

## Distribution
- Adam Carolla : Richard Birchum
- Megyn Kelly : Wendi Birchum
- Alonzo Bodden : Don Gage, Le meilleur ami de Richard, un vétéran de la marine, et le professeur d'atelier automobile qui a permis à Richard d'obtenir son poste d'enseignant..
- Tyler Fischer : Elliot Karponzi, un responsable de la correction politique et un fan de Star Wars qui n'aime pas Richard.
- Brett Cooper : Jeanie Birchum, Fille de Wendi et belle-fille de Richard. Elle idolâtre son beau-père et rêve de devenir entrepreneur professionnel. -Kyle Dunnigan as Eddie Birchum, Richard's son and a professional gamer and YouTuber.
- Marisol Ramirez
- James Arnold Taylor : Brad
- Melissa Greenspan : Bentley
- Brandon Tyler Harris
- Roseanne Barr : Principal Pam Bortles
- Jay Mohr : Coach Murphy
- Patrick Warburton : Burly Man

### Invités
- Rob Riggle : Gunderson ("Thank You for Your Meal Service")
- Sage Steele : Deena Gage ("Thank You for Your Meal Service")
- Danny Trejo : Switchblade ("Oh, the Humanity")

## Fiche technique
- Titre original : Mr. Birchum
- Création : Adam Carolla, Nate Adams et Mike Lynch
- Musique : Bleeding Fingers Music
- Production : Producteurs exécutifs : Adam Carolla, Nate Adams, Mike Lynch, Dallas Sonnier, Jeremy Boreing, Caleb Robinson, Ben Shapiro
- Sociétés de production : Chassy Media, Wise Blue Studios
- Pays : États-Unis
- Langue : anglais
- Durée : 28 minutes

## Épisodes
1. "Welcome Back, Birchum!" (titre français inconnu)
2. "Thank You for Your Meal Service" (titre français inconnu)
3. "This Means War-ranty" (titre français inconnu)
4. "127 Hours or So" (titre français inconnu)
5. "Oh, the Humanity" (titre français inconnu)
6. "The Gym Rope Incident" (titre français inconnu)

## Production
En 2011, Adam Carolla a proposé à la Fox une série dérivée de Crank Yankers qui serait centrée sur son personnage Dick Birchum, mais la série n'a pas été retenue,.
Sage Steele a remplacé Candace Owens dans la distribution après le départ de cette dernière du Daily Wire à la suite d'une période de tension résultant de sa critique de la guerre à Gaza depuis 2023.